# Saint-Martin-d'Arc
Saint-Martin-d'Arc es una comuna francesa situada en el departamento de Saboya, de la región de Auvernia-Ródano-Alpes.

## Demografía
| 525 | 510 | 452 | 404 | 333 | 340 | 359 | 359 |
| Para los censos de 1962 a 1999 la población legal corresponde a la población sin duplicidades (Fuente: INSEE [Consultar]) |     |     |     |     |     |     |     |